# Мальяно-Сабина
Мальяно-Сабина (итал. Magliano Sabina) — коммуна в Италии, располагается в регионе Лацио, подчиняется административному центру Риети.
Население составляет 3692 человека, плотность населения составляет 86 чел./км². Занимает площадь 43 км². Почтовый индекс — 02046. Телефонный код — 0744.
Покровителем коммуны почитается святой Либератор (San Liberatore). Праздник ежегодно празднуется 15 мая.